# Centetostoma
Centetostoma is een geslacht van hooiwagens uit de familie Nemastomatidae (Aardhooiwagens).
De wetenschappelijke naam Centetostoma is voor het eerst geldig gepubliceerd door Kratochvíl 1958. 

## Soorten
Centetostoma omvat de volgende 2 soorten:
- Centetostoma centetes
- Centetostoma juberthiei
- Centetostoma scabriculum
- Centetostoma ventalloi